# Kaffee Hag

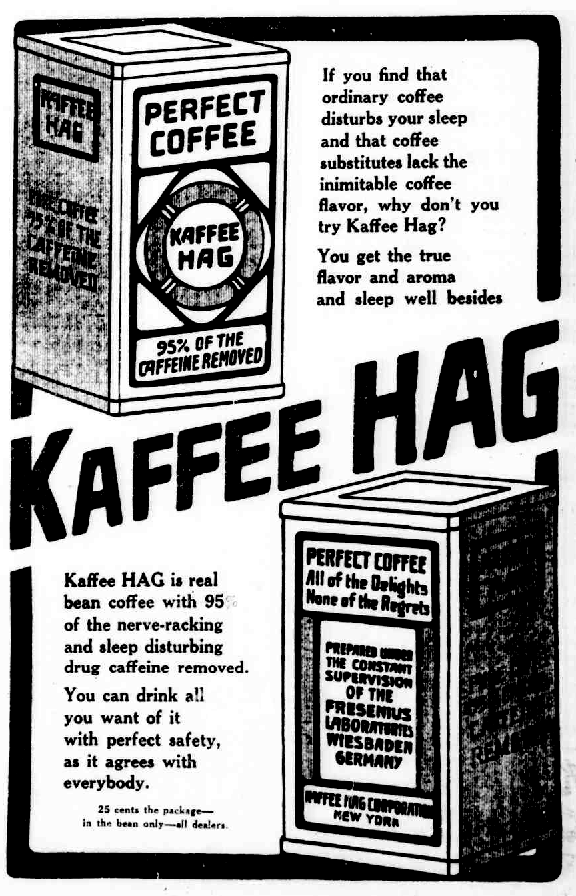
Werbung in einer US-amerikanischen Zeitung vor dem Ersten Weltkrieg

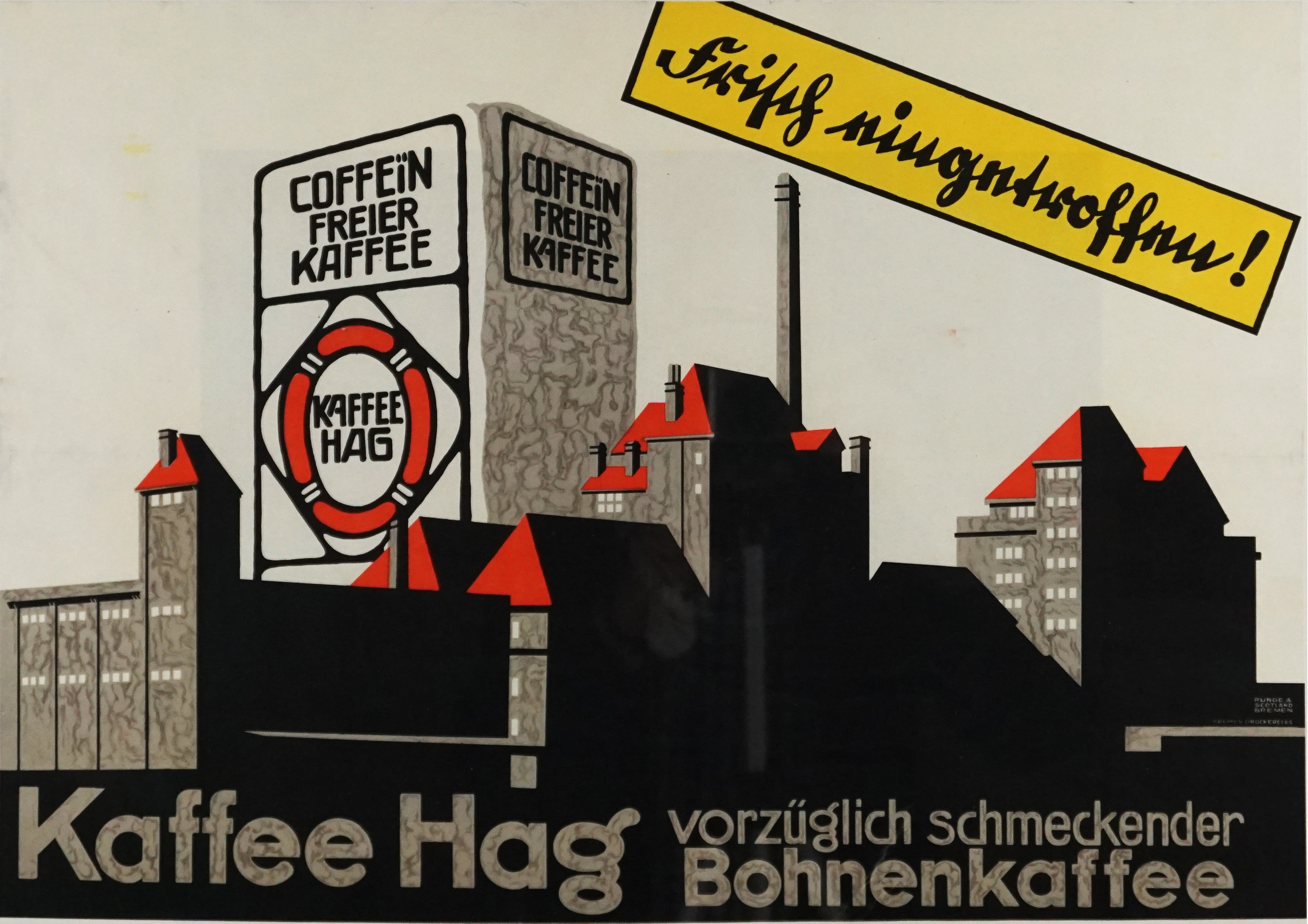
Plakat von Alfred Runge & Eduard Scotland (1911)

Kaffee HAG ist eine Marke für entkoffeinierten Kaffee von Jacobs Douwe Egbert (JDE). Sie geht zurück auf ein 1906 von Ludwig Roselius in Bremen gegründetes Unternehmen.

## Geschichte

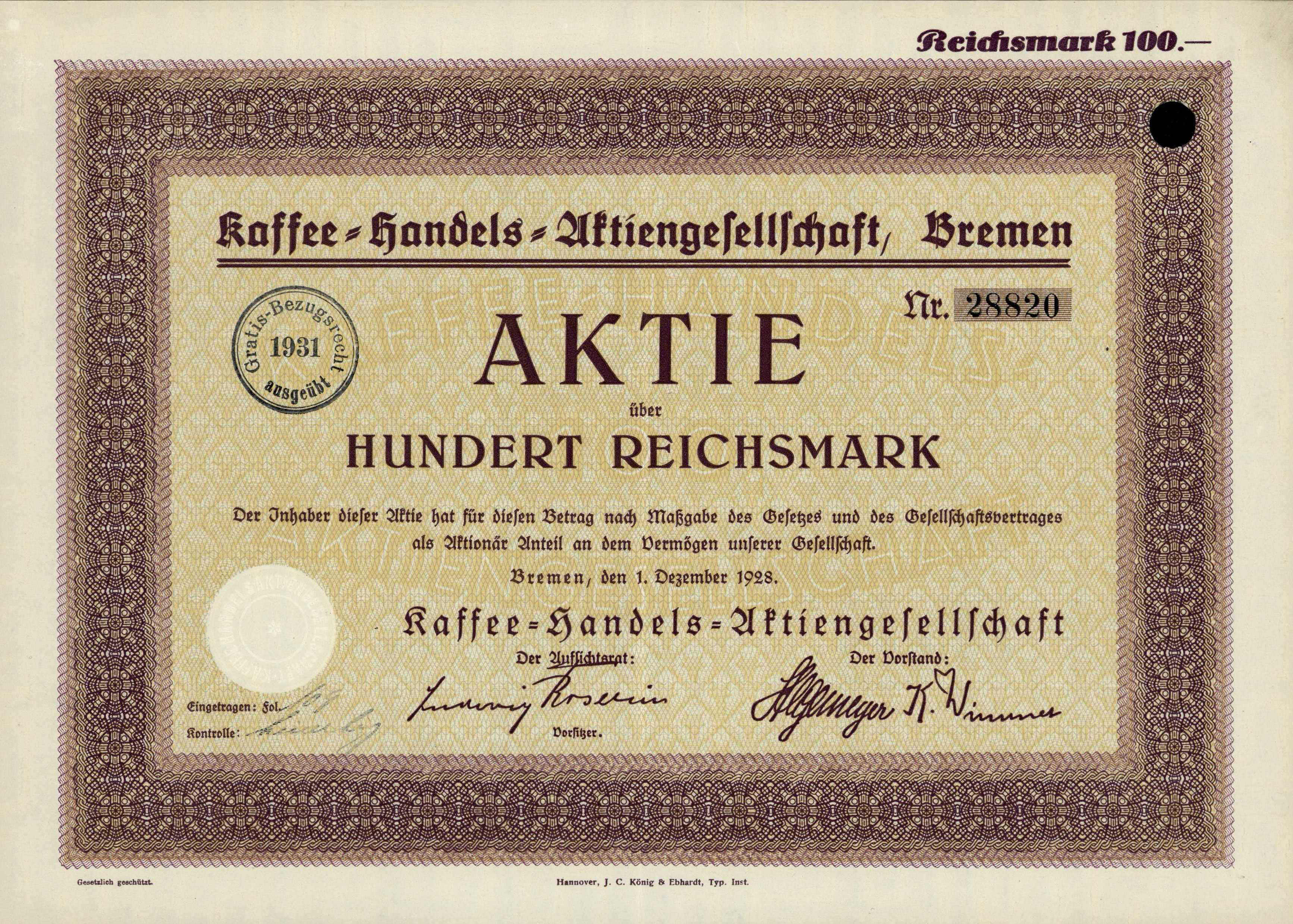
Aktie über 100 RM der Kaffee-Handels-Aktiengesellschaft vom 1. Dezember 1928

Gemeinsam mit anderen Bremer Großhändlern gründete Ludwig Roselius am 21. Juni 1906 die Kaffee-Handels-Aktiengesellschaft (Kaffee HAG) mit einem Kapital von 1,5 Millionen Mark, die als erstes Unternehmen weltweit koffeinfreien Kaffee herstellte. Die Produktion begann 1907 in der neu errichteten Fabrikanlage im Holz- und Fabrikenhafen Bremens. Schon in der Anfangszeit konnten 13.000 Pfund Kaffee täglich verarbeitet werden.
1908 entstanden unverkennbare Werbemotive für den Kaffee und Werbeslogans wie „Stahlharte Nerven durch Sport und Kaffee HAG“ oder „Immer unschädlich! Immer bekömmlich!“. Kaffee HAG wurde als erster Kaffee bereits zu Stummfilmzeiten in Kinos beworben. Roselius setzte bei der Produktion eine Fließbandfertigung ein. Im Laufe des Ersten Weltkriegs musste die Produktion eingestellt werden.

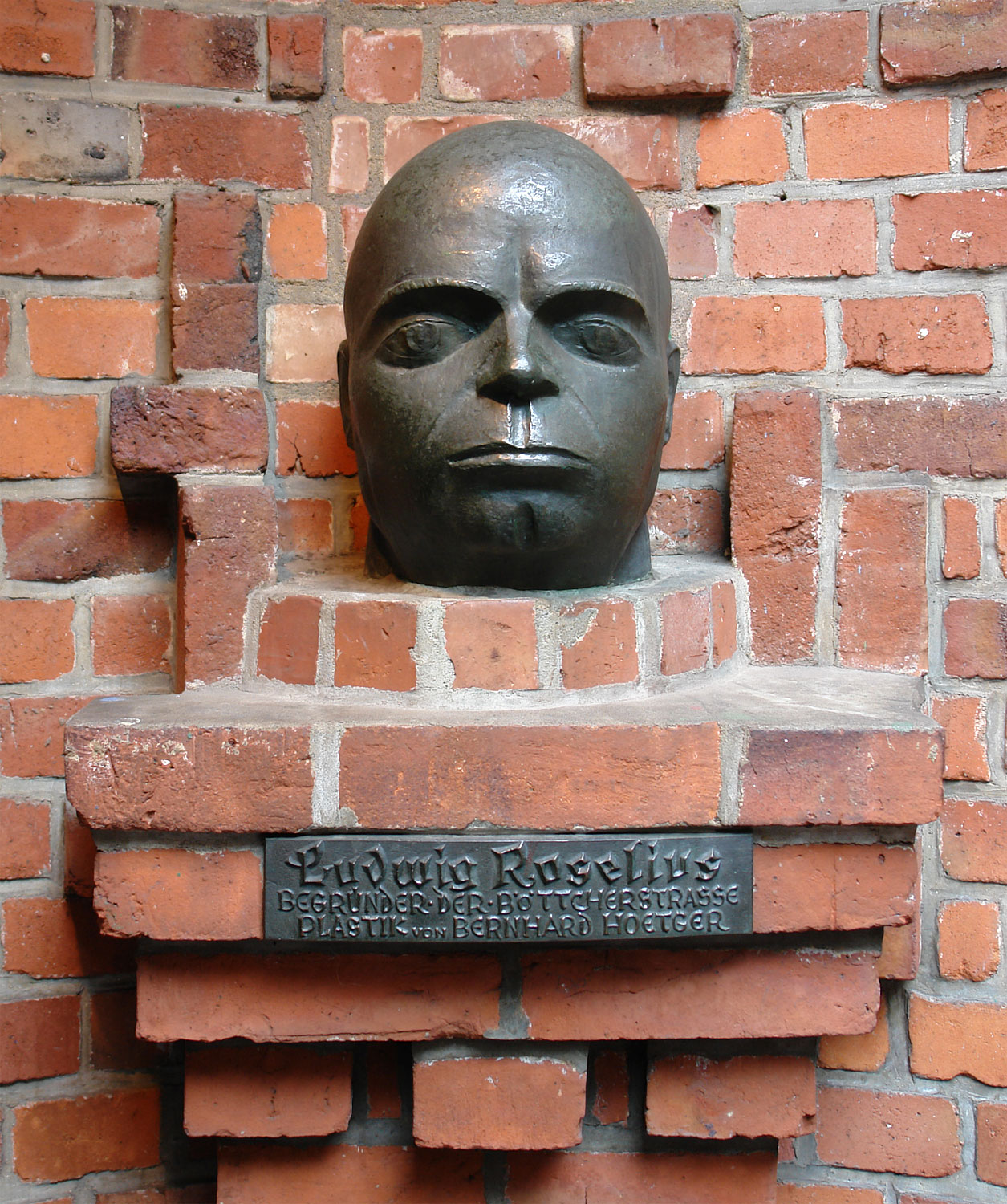
Büste von Ludwig Roselius in der Böttcherstraße in Bremen
(Bernhard Hoetger, 1922)

1921 gründete das Unternehmen den Angelsachsen-Verlag mit Sitz in Bremen, der die Werbemittel des Unternehmens produzierte, aber auch Bücher und Periodika, vornehmlich in den Bereichen Baukunst, Bildende und Darstellende Kunst.
Ab 1922 wurde wieder Kaffee HAG produziert, aber erst 1926 konnte die Produktionsleistung der Vorkriegszeit erreicht werden. 1929 kam als zweites Produkt das Kakaopulver Kaba hinzu und Kaffee HAG bekam als Erkennungszeichen das „rote Herz“ auf die Verpackung.
In den 1930er Jahren wurde Kaffee HAG in den USA über die Kellogg Company als „Kellogg’s Kaffee Hag Coffee“ vermarktet.
Im Zweiten Weltkrieg gab es für die Soldaten heiße HAG-Cola. Ab 1950 ergänzte die Kaffeemarke Onko das Sortiment.
1979 verkaufte Roselius’ Sohn die Firma Kaffee HAG an das US-amerikanische Unternehmen General Foods Corporation (heute Mondelēz International). Zum Jahresanfang 1981 fusionierte Kaffee HAG AG mit der General Foods GmbH in Elmshorn zur HAG GF AG. Davor fand bei beiden Unternehmen ein Arbeitsplatzabbau statt; das neue Unternehmen hatte am Anfang 2.379 Mitarbeiter (1.570 von Kaffee HAG und 809 von General Foods).
2015 wurde 51 % der Kaffeesparte von Mondelez International an Douwe Egberts verkauft und zu Jacobs Douwe Egberts (JDE).
2016 gab JDE bekannt, das Entkoffeinierungswerk am Traditionsstandort Bremen zum 31. März 2017 zu schließen und die Produktion zukünftig anderweitig durchführen zu lassen. 50 Mitarbeiter verloren dabei ihren Arbeitsplatz.

### Schweiz

Kaffee-HAG in Feldmeilen im Mai 1954. Die Rabatten bestanden bis in die frühen 1980er-Jahre.

In der Schweiz wurde bereits 1910 mit der Kaffee-HAG AG eine Niederlassung in Feldmeilen gegründet. In den Jahren 1925–1928 wurde die ehemalige direkt beim Bahnhof Herrliberg-Feldmeilen gelegene Kunstweinfabrik zum prägenden Repräsentationsbau erweitert. Der Wegzug erfolgte 1999.

#### Werbung
Während Jahrzehnten war Kaffee HAG für die beiden riesigen, aus Blumen gepflanzten Schriftzüge unterhalb des Firmengebäudes gegen die Kantonsstrasse und oberhalb des Firmengebäudes direkt am Bahngleis bekannt.

## Corporate Design

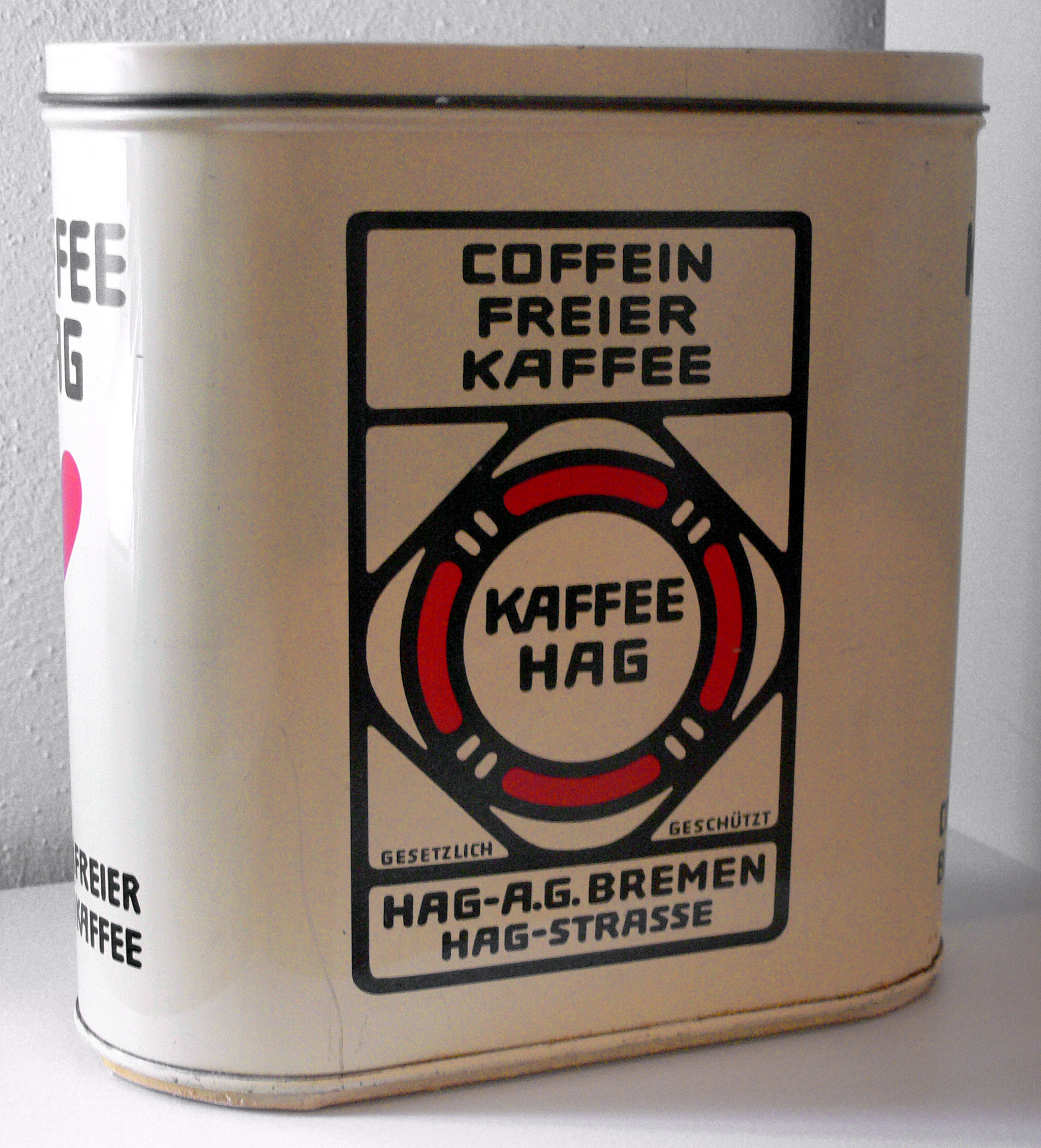
Kaffee-HAG-Dose

Als eines der ersten Unternehmen setzte man auf einen einheitlichen und grafisch anspruchsvollen werblichen Auftritt. Damit war (neben der AEG mit Peter Behrens) Kaffee HAG einer der Pioniere des modernen Corporate Design. Einheitlich gestaltet war alles, was der Kaffeetrinker zu sehen bekam, von den Geschäftspapieren über die Produktverpackungen bis zu den Werbemitteln, wie Blechschilder, Tassen und Kännchen.
Als Hausfarben wurden die Farben Schwarz und Rot auf weißem Grund definiert. Ein Herz auf Plakaten und ein roter Rettungsring als Logo, entworfen von Wilhelm Christoph Eduard Scotland in Zusammenarbeit mit Otto Haupt, sollten die Rettung vor gesundheitlichen Schäden symbolisieren. Für die Werbung wurde eine eigens dafür entworfene Schrift eingesetzt.
Der imagepflegende Auftritt des Unternehmens wurde sehr weit gefasst. So wurde der Ausbau der Böttcherstraße in Bremen auch als Werbung gesehen und wesentlich durch die Kaffee HAG finanziert.

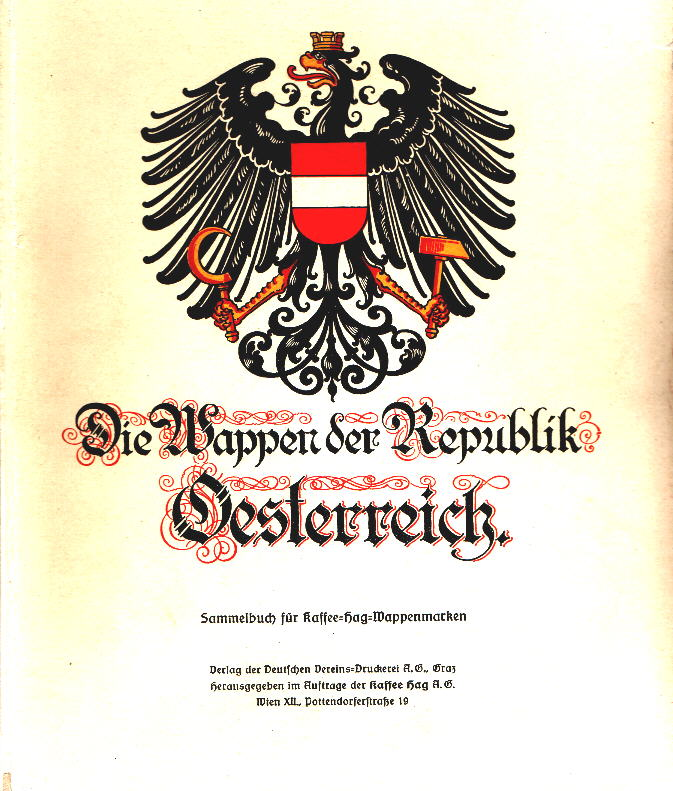
Sammelalbum Wappen

### Werbung
Im Rahmen der umfangreichen Öffentlichkeitsarbeit für seine Firma gab Roselius ab 1913 unter anderem auch deutsche Ortswappen mit Blasonierungen als Sammlermarken heraus. Diese Reklamemarken ähneln Briefmarken. Für die Marken des Heraldikers Otto Hupp gab es verschiedene Sammelalben,  in die diese eingeklebt werden konnten → Kaffee-Hag-Album. Später wurden auch Alben in anderen europäischen Ländern ausgegeben.

## Fabrikgebäude
In der Hagstraße und am Fabrikenufer in Bremen-Walle im Ortsteil Überseestadt wurde von 1899 bis 1915 nach Plänen von Hugo Wagner (1906–1907) sowie des Bremer Industriearchitekturbüros Hildebrand & Günthel (1899, 1914–1915) in verschiedenen Bauphasen ein Ensemble von Fabrikgebäuden erstellt. Die Fabrik ist ein architekturgeschichtlich prägender Bau für die Reformbestrebungen im Fabrikneubau. Das Ensemble und die Einzelbauten sind ein hochrangiges Bremer Denkmal.
Zum denkmalgeschützten Ensemble gehören:
- Kaffee-HAG-Werk I, das 1906–1907 nach Plänen von Hugo Wagner entstand und 1914–1915 von dem Bremer Industriearchitekturbüro Hildebrand & Günthel erweitert wurde,[10]
- Kaffee-HAG-Werk II, Cuxhavener Straße 28 / Fabrikenufer / Hagstraße, besteht aus den beiden fünfgeschossigen Speicherbauten Speicher I und II der ehemaligen Kaba-Produktion, die 1906 bzw. 1912 von Hildebrand & Günthel für die Ölmühle Groß-Gerau-Bremen in Betonskelettbauweise, jedoch mit Mauerwerk-Außenwänden errichtet wurden, sowie das frühere Maschinenhaus der Ölmühle Groß-Gerau-Bremen 1899 von Hildebrand & Günthel[11] und
- auch als Einzeldenkmal der Marmorsaal im Lagererweiterungsgebäude der Kaffee HAG, gebaut 1914 nach Plänen von Hildebrand & Günthel.[12]

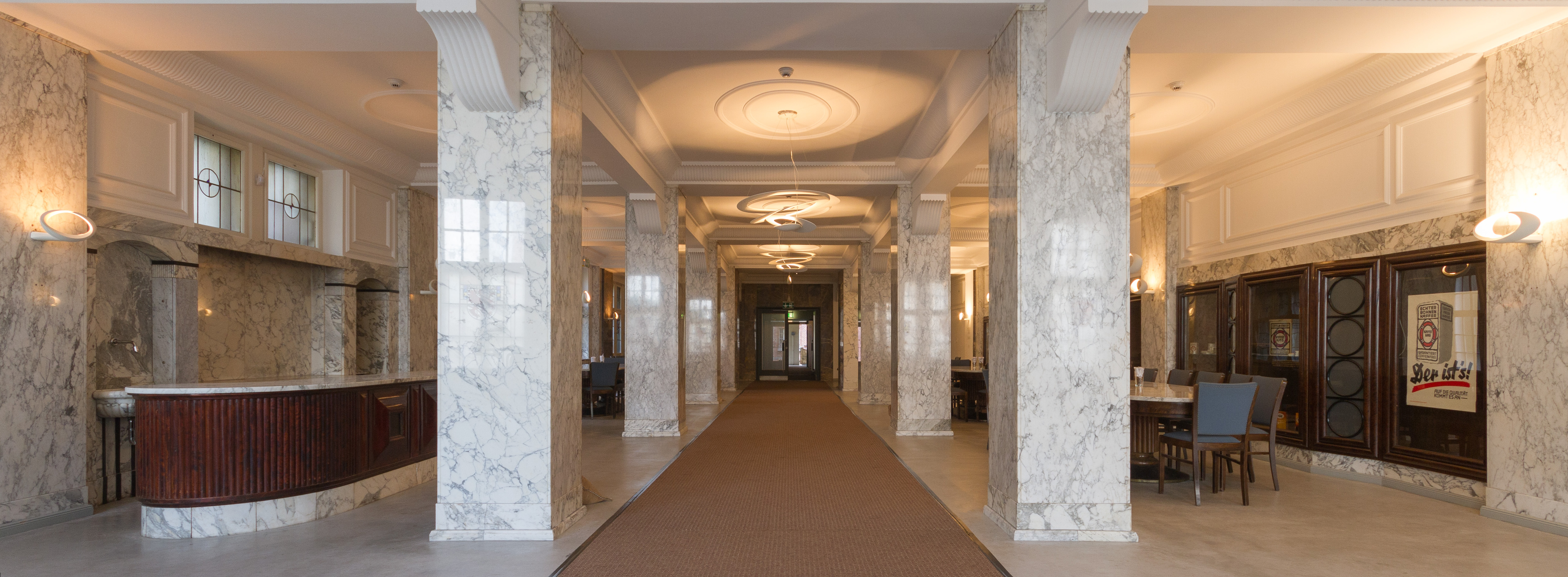
Marmorsaal
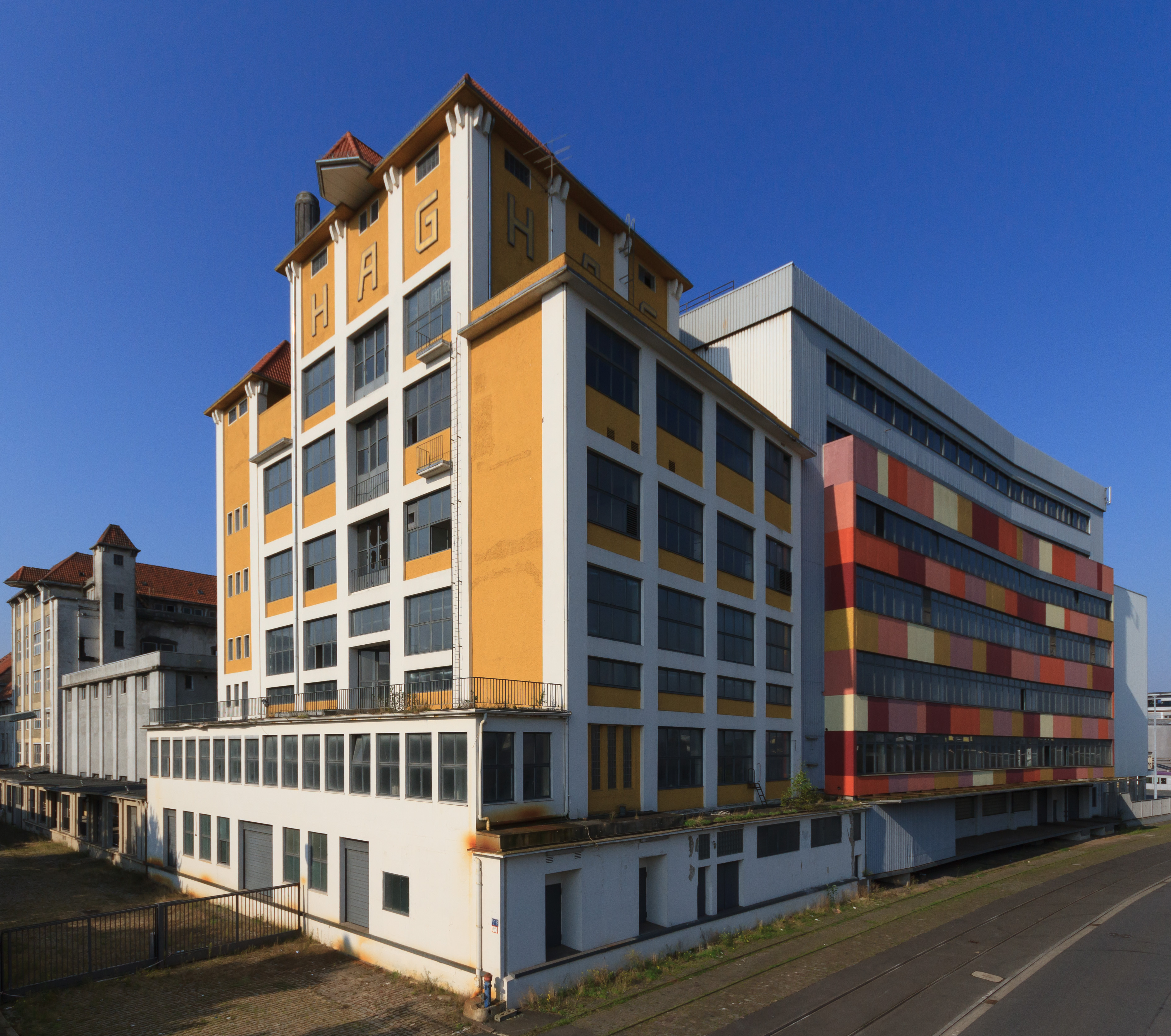
Werk I, Hagstraße 3
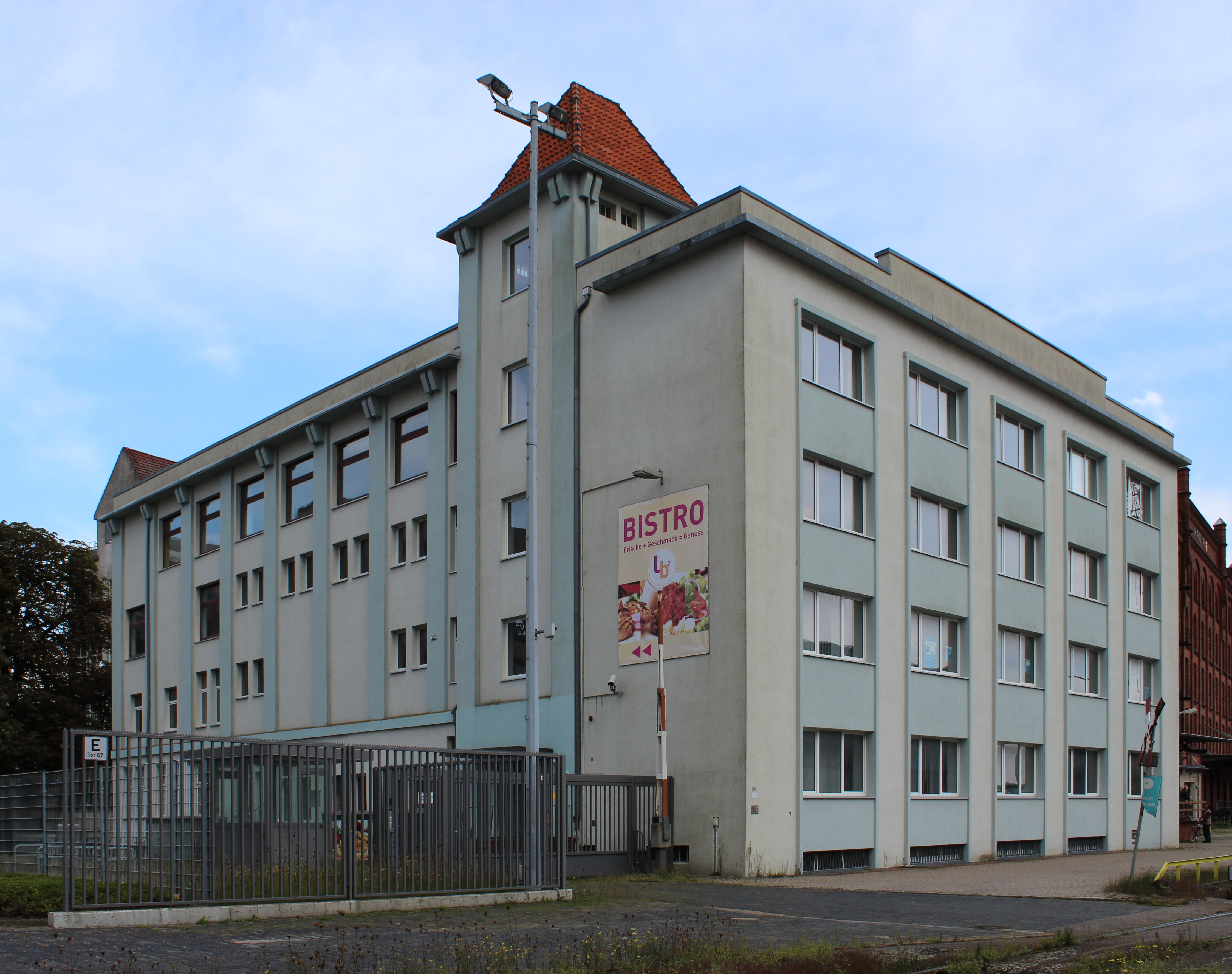
Werk I, Fabrikenufer 115
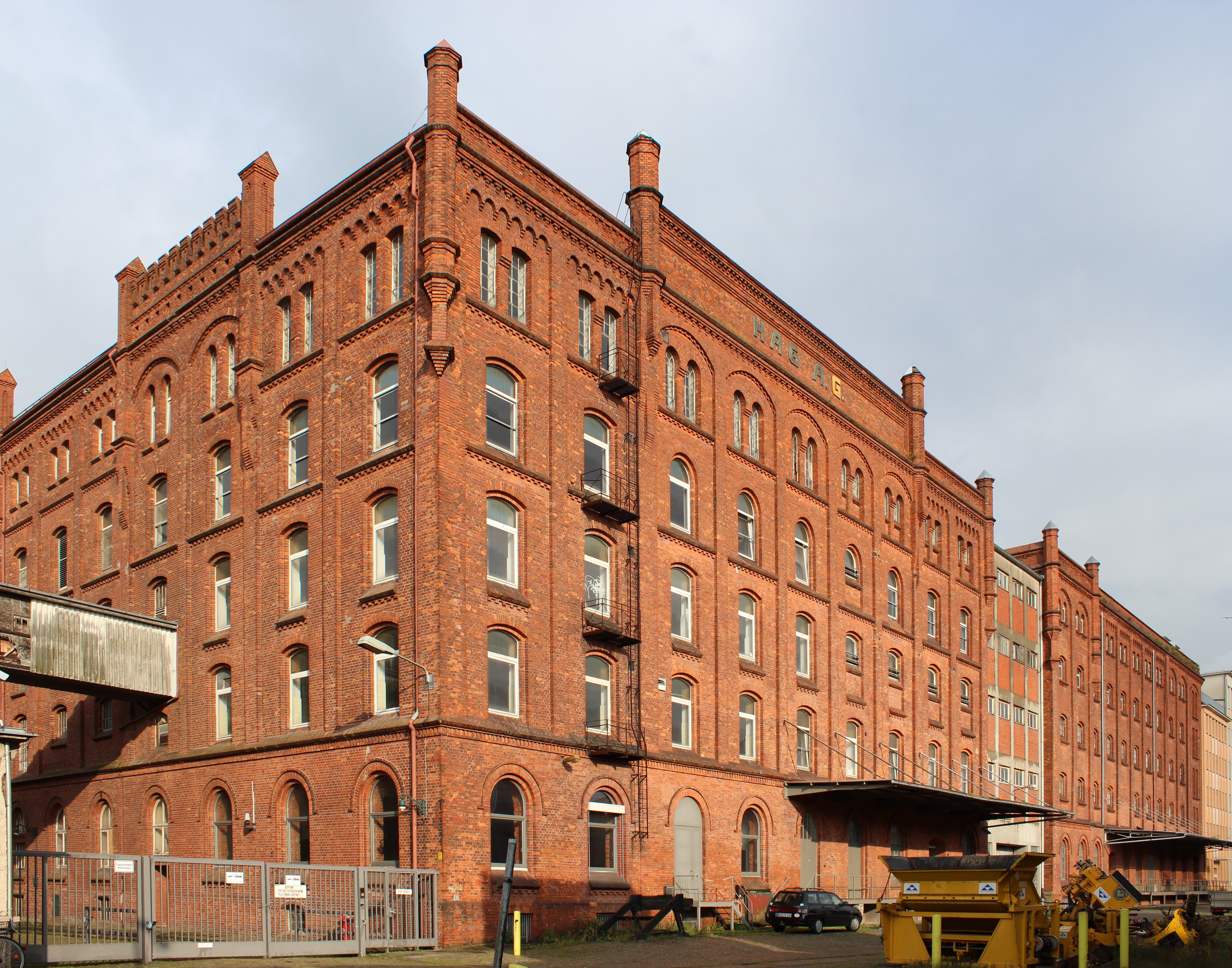
Werk II, Fabrikenufer 111/113